# Сахаутдинова, Мастюра Низамовна
Сахаутдинова Мастюра Низамовна (7 января 1903 года, Верхние Киги, Златоустовский уезд, Уфимская губерния) — 2 марта 1996  года, Уфа) — инженер‑архитектор, государственный деятель. Первая женщина —народный комиссар Башкирской АССР. Член союза архитекторов СССР (1936). Заслуженный архитектор Республики Башкортостан (1993). Кавалер ордена Трудового Красного Знамени (1949), двух орденов Знак Почёта (1949, 1967).

## Биография
Мастюра Низамовна Сахаутдинова родилась 7 января 1903 года в селе Верхние Киги Златоустовского уезда (ныне Кигинского района Республики Башкортостан в мнгодетной семье. Рано осталась сиротой, воспитывалась в семье деда, где было еще четверо сирот. В становлении Мастюры как личности большую роль сыграл её родной дядя, который хотел, чтобы племянница стала учительницей, именно он устроил Мастюру в школу.
Порядки были очень строгие, девочкам принятым в виде исключения в сельскую мужскую школу (две русские девочки, три башкирки), запрещалось даже разговаривать с мальчиками. Входили они в школу через черный ход.
В 14 лет Мастюра успешно окончила двухклассную мужскую русско-башкирскую школу, получила право поступления в Уфимскую учительскую семинарию. Но началась Гражданская война и она не смогла реализовать эту мечту. Отучилась в Златоустовской тюркско-татарской семинарии, из которой их выпустили досрочно.
В 1919 году после ухода из села белых Мастюра вернулась в родное село.
После окончания Гражданской войны организовала в селе комсомольскую ячейку и в составе отряда особого назначения участвовала в охране сельских учреждений и складов от лихих людей, скрывавшихся в окрестных лесах. Участвовала Мастюра Низамовна и в создании первых артелей и коммун, женских советов в своем уезде и ликвидации неграмотности. Активную, бойкую, грамотную Мастюру Низамовну привлекают к работе в Советах, а в начале 1930-х годов ей предлагают поехать на учёбу в Москву.
В 1936 году Мастюра Сахаутдинова окончила Военно-инженерную академию имени В. В. Куйбышева (ныне Военный институт (инженерных войск) Общевойсковой академии Вооружённых Сил Российской Федерации) в Москве по специальности инженер- архитектор. Мастюра Сахаутдинова—первая женщина- архитектор Башкортостана.
В 1936—1937 годах Мастюра Сахаутдинова работала главным архитектором, заместителем управляющего в проектно-планировочном тресте «Башпроект» (Уфа).
С 1937 года- народный комиссар коммунального хозяйства Башкирской АССР (первая женщина-нарком Башкортостана).
С 1939 года —председатель научно- технического совета, с 1942 года- заместитель председателя Совета народных комиссаров Башкирской АССР.
В годы Великой Отечественной войны, будучи заместителем главы правительства Башкирской АССР, Мастюра Низамовна Сахаутдинова возглавляла работу по размещению в городах и посёлках республики эвакуированных предприятий из западных районов СССР (всего 111 крупных предприятий, 172 вместе с цехами). Нужно было оперативно решать вопросы, связанные с транспортом, разгрузкой оборудования, размещения, подготовки площадок для нового строительства, решить жилищные, продовольственные вопросы и т. д.
В 1943 году Мастюра Низамовна получила извещение с фронта о гибели мужа, но она не опустила рук, наоборот, старалась поддерживать женщин, потерявших на войне близких.
В 1945—1962 годы- начальник Управления по делам архитектуры Совета министров Башкирской АССР.
В 1938—1943 годы — председатель правления Союза архитекторов Башкирской АССР.
Научные работы Мастюры Сахаутдиновой посвящены вопросам гражданского строительства в республике. Принимала участие в проектировании ряда жилых и общественных зданий Башкортостана во 2-й половине 30-х годов для Уфы, Белорецка, в разработке проекта будущего города нефтяников Ишимбая.
Депутат Верховного Совета Башкирской АССР 2, 3, 4-го созывов (1947—1951, 1951—1955, 1955—1959).
За доблестный труд и выдающиеся заслуги перед Отечеством Мастюра Низамовна Сахаутдинова награждена орденом Трудового Красного Знамени (1949), двумя орденами «Знак Почёта» (1949, 1967).

## Труды
- Город Уфа. — М., 1948. (соавтор)

## Награды и почётные звания
- Орден Трудового Красного Знамени (1949)
- Орден «Знак Почёта» (1949, 1967)
- Заслуженный архитектор Республики Башкортостан (1993)

## Память
- В Уфе на доме, в котором жила Мастюра Сахаутдинова (улица Ленина, 2) установлена мемориальная доска
- В районном центре Кигинского района Республики Башкортостан селе Верхние Киги есть улица Мастюры Сахаутдиновой.